# ローテンフルー城
ローテンフルー城（ドイツ語: Ruine Rothenfluh）は、スイス、ベルン州の基礎自治体ヴィルダースヴィルにあった城。現在は城跡のみが残る。山腹の洞窟と狭い踊り場を利用した洞窟城塞で、狭隘な階段で上がった場所にあり、ヴィルダースヴィルやインターラーケンまで見晴らすことができる。

## 歴史
ローテンフルー城を築いた人物や男爵家の人間の名前は知られていない。城は、13世紀末の1298年に初めて歴史に登場する。1232年に歴史に登場するウンスプネン城とともに、中世後期にグリンデルヴァルトやラウターブルンネンなどのリュッチーネ川上流地域とインターラーケンとを結ぶ街道と、その要衝となるグシュタイクにあるリュッチーネン橋を守る役割があったと考えられる。
13世紀から14世紀にかけて、ベルン高地に封ぜられた男爵家の領地の中心地であった。1224年にヴェーデンスヴィル男爵家と婚姻したトゥーンの領主ブルックハルトの領地に属した後、おそらく1280年にエッシェンバッハ男爵のウンスプネン領と分割され、ヴァイッセナウ城のヴァイッセンブルク男爵によって所属村落とともに継承された。
1308年に甥のヨーハン・パリツィーダによってローマ王アルブレヒト1世が暗殺されると、ヴァイッセンブルク男爵はオーストリアのハプスブルク家に同調した。ハプスブルク家はヴァイッセンブルク男爵への見返りとしてエッシェンバッハの領地であるウンスプネンの領有権を主張し、1318年にヴァイッセンブルク男爵に対してウンスプネン領の抵当を行った。1332年にローテンフルー城のヨーハン・フォン・ヴァイッセンブルクに対してウンスプネン周辺の農民が蜂起したが敗れ、首謀者たちはウンスプネン城に投獄された。しかし1334年、ベルンがオーバーハスリ地方に侵攻し、ローテンフルー城とウンスプネン城は陥落して、ヴァイッセンブルク男爵に対して蜂起した囚人たちは解放された。
1339年にラウペンの戦いでベルンが勝利すると、ローテンフルー城とウンスプネン城は講和のためにベルンの抵当物件として承認された。しかし1342年、ハプスブルク家は抵当権を取り返し、さらにそれをハプスブルク家に同調するインターラーケンとハルヴィールの領主およびキーブルク家に譲渡した。1386年のゼンパッハの戦いの中でベルンはこの地域を占領し、1397年には抵当権を払い下げた。翌年、ベルンは城と領地を、ベルン市民のゼフティーゲン家とシャルナッハタール家に売却した。しかし1418年と1515年の2度にわたり、ベルン政府は両家の相続人からその領地を買い戻した。1529年にはこの地方を政府の直轄地としたが、ローテンフルー城は城主が兄弟殺しの罪で流刑に処されてから無人となり荒廃し、1577年には廃城となっていた。